# Аквариум любителя
Аквариум любителя — первый капитальный труд по аквариумистике России. Написан пионером российского аквариумного движения Николаем Фёдоровичем Золотницким. Книга посвящена А. С. Мещерскому и В. С. Мельникову.

## Издания
В 1882—1887 годах Золотницкий публикует в журнале «Природа и охота» ряд статей о содержании аквариумных рыб и растений. В 1885 году Николай Федорович издает их отдельной книгой, которая получает название «Аквариум любителя». За эту книгу Золотницкий был награждён Большой золотой медалью Русского общества акклиматизации. Так же данная работа была награждена золотой медалью в Киеве и почётной медалью в Париже. До революции книга выдержала четыре издания (последнее в 1916 году), в 1888 году была издана на немецкого языке. В 1993 году издательство «Терра» выпустило новое издание книги тиражом 300 000 экземпляров.
В 1910 году в издательстве А. А. Карцева небольшим тиражом выходит второй том "Аквариума любителя" Н. Ф. Золотницкого под названием "Новые аквариумные рыбы и растения". Кроме описания большинства известных к тому времени в России, но не вошедших в первый том аквариумных рыб и растений, второй том содержит множество советов по обустройству аквариума, схемы остроумных и оригинальных приспособлений для этого, а также результаты ряда исследований водных организмов, проведённых автором. Однако, в отличие от первого тома, который несколько раз переиздавался как при жизни автора, так и после его смерти, второй том более никогда не был переиздан.
В 2009-2010 гг. к 100-летию первого издания группа редакторов под руководством В. А. Юдакова и А. О. Клочкова подготовила к изданию обновлённое издание второго тома "Аквариума любителя", переведя его на новую русскую орфографию и снабдив несколькими сотнями примечаний, однако по неизвестным причинам так и не увидело свет.

## Содержание

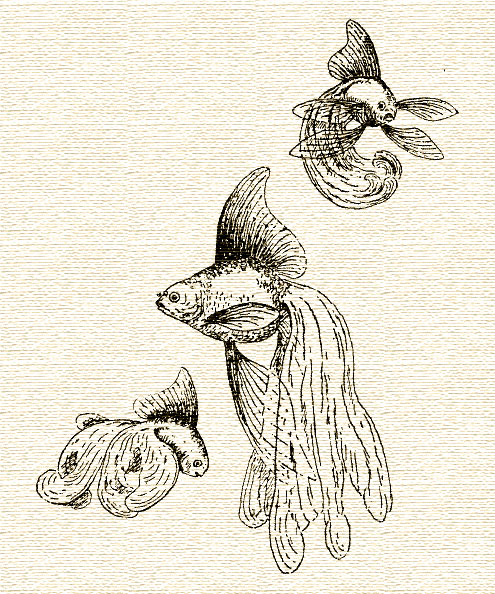
Вуалехвосты. Иллюстрация из книги Н. Ф. Золотницкого (1851—1920 гг) «Аквариум любителя»

В книге освещены все разделы аквариумного рыбоводства, как то изготовление аквариумов, их содержание, растения, рыбы, террариумные животные (кроме змей), беспозвоночные, кормление животных и т. д. Доскональное описание известных на тот момент сведений сочетается с натуралистскими наблюдениями, как самого автора, так и его друзей, сделанные в живой и увлекательной форме. Помимо этого книга является ценным источником, описывающим российскую природу — автор большое внимание придаёт флоре и фауне отечественных водоёмов и часто указывает на наличие тех или иных видов в различных подмосковных реках и прудах.
Иногда в книге встречаются и описания быта людей того периода — например, в разделе «Корм и кормление» можно встретить следующую зарисовку: В обыкновенное время достать мотыля трудно, но трудно его получить после праздничных дней и особенно во время Пасхи, когда, заработав лишнюю копейку, мотыльщики пьянствуют без просыпа и не хотят ни за какие деньги идти его промывать.
Многие же собственно аквариумистские сведения, приведённые в книге, не потеряли актуальности и до настоящего времени.